# Botrány (televíziós sorozat)
A Botrány (eredeti címén Scandal) amerikai politikai thriller televíziós sorozat Kerry Washington főszereplésével. A sorozat 2012. április 5-én debütált az ABC-n, alkotója Shonda Rhimes. A Kerry Washington által alakított szereplő, Olivia Pope részlegesen George H. W. Bush egykori sajtótitkára, Judy Smith életén alapul, aki a sorozat társ-executive producere volt.
A sorozat Washington, D.C.-ben játszódik és Olivia Pope válságkezelési cége, az Olivia Pope & Associates, annak személyzete, illetve a Fehér Ház személyzete, így Fitzgerald Grant III elnök, Mellie Grant first lady, Cyrus Beene vezérkari főnök, Abigail Whelan sajtótitkár, David Rosen főállamügyész és a Republikánus Nemzeti Bizottság elnöknője, Elizabeth North körül forog.
A műsorban Kerry Washingtonon kívül szerepet kapott Guillermo Diaz és Katie Lowes (az Olivia Pope & Associates munkatársai), Tony Goldwyn (az Amerikai Egyesült Államok elnöke), Bellamy Young (first lady), Jeff Perry (a Fehér Ház vezérkari főnöke), Darby Stanchfield (sajtótitkár), Joshua Malina (főállamügyész), Scott Foley  (titkosügynök), Portia de Rossi (a Republikánus Nemzeti Bizottság elnöknője), illetbe Cornelius Smith Jr. (emberjogi aktivista) is.
Washington elnyerte az Image-díjat a „legjobb színésznő egy drámasorozatban” kategóriában, illetve jelölték egy Emmy-díjra a „legjobb női főszereplő egy drámasorozatban”, egy Golden Globe-díjra a „legjobb színésznő egy drámasorozatban”, illetve egy SAG-díjra a „legjobb színésznő egy drámasorozatban” kategóriákban.
A műsort 2013-ban az Amerikai Filmintézet az „év legjobb televíziós műsorának” választotta, nyert egy Peabody-díjat a „televízióban nyújtott kiváló teljesítményért”, valamint elnyerte az Image-díjátadó „legjobb drámasorozatának” járó díját.

## Főszereplők
| Színész             | Szerep                             | Magyar szinkronhang                               | Évad       | Évad       | Évad     | Évad       | Évad     |
| Színész             | Szerep                             | Magyar szinkronhang                               | 1          | 2          | 3        | 4          | 5        |
| ------------------- | ---------------------------------- | ------------------------------------------------- | ---------- | ---------- | -------- | ---------- | -------- |
| Kerry Washington    | Olivia Pope                        | Hámori Eszter                                     | főszerep   | főszerep   | főszerep | főszerep   | főszerep |
| Henry Ian Cusick    | Stephen Finch                      | Czvetkó Sándor                                    | főszerep   |            |          | vendég     |          |
| Columbus Short      | Harrison Wright                    | Welker Gábor (1-2. évad) Czvetkó Sándor (3. évad) | főszerep   | főszerep   | főszerep |            |          |
| Darby Stanchfield   | Abigal „Abby” Whelan               | Csere Ágnes                                       | főszerep   | főszerep   | főszerep | főszerep   | főszerep |
| Katie Lowes         | Quinn Perkins                      | Ábel Anita                                        | főszerep   | főszerep   | főszerep | főszerep   | főszerep |
| Guillermo Diaz      | Diego „Huck” Muñoz                 | Láng Balázs                                       | főszerep   | főszerep   | főszerep | főszerep   | főszerep |
| Jeff Perry          | Cyrus Beene                        | Cs. Németh Lajos                                  | főszerep   | főszerep   | főszerep | főszerep   | főszerep |
| Tony Goldwyn        | Fitzgerald „Fitz” Thomas Grant III | Fazekas István                                    | főszerep   | főszerep   | főszerep | főszerep   | főszerep |
| Bellamy Young       | Mellie Grant                       | Kovács Nóra                                       | visszatérő | főszerep   | főszerep | főszerep   | főszerep |
| Joshua Malina       | David Rosen                        | Seder Gábor                                       | visszatérő | főszerep   | főszerep | főszerep   | főszerep |
| Scott Foley         | Jacob „Jake” Ballard               | ?                                                 |            | visszatérő | főszerep | főszerep   | főszerep |
| Portia de Rossi     | Elizabeth North                    | –                                                 |            |            |          | visszatérő | főszerep |
| Cornelius Smith Jr. | Marcus Walker                      | –                                                 |            |            |          | vendég     | főszerep |

## Nézettség
| Évad | Idősáv (EST)    | Epizódok száma | Premier              | Premier        | Finálé            | Finálé         | TV-évad | Összesített helyezés | Helyezés a 18–49 korosztályban | Összesített nézőszám | Élőben + felvételről nézők |
| Évad | Idősáv (EST)    | Epizódok száma | Dátum                | Nézők (millió) | Dátum             | Nézők (millió) | TV-évad | Összesített helyezés | Helyezés a 18–49 korosztályban | Összesített nézőszám | Élőben + felvételről nézők |
| ---- | --------------- | -------------- | -------------------- | -------------- | ----------------- | -------------- | ------- | -------------------- | ------------------------------ | -------------------- | -------------------------- |
| 1    | Csütörtök 22:00 | 7              | 2012. április 5.     | 7,33           | 2012. május 17.   | 7,33           | 2011–12 | #62                  | #73                            | 8,21                 | 8,70                       |
| 2    | Csütörtök 22:00 | 22             | 2012. szeptember 27. | 6,74           | 2013. május 16.   | 9,12           | 2012–13 | #44                  | #33                            | 8,46                 | 10,07                      |
| 3    | Csütörtök 22:00 | 18             | 2013. október 3.     | 10,52          | 2014. április 17. | 10,57          | 2013–14 | #16                  | #8                             | 9,11                 | 11,99                      |
| 4    | Csütörtök 21:00 | 22             | 2014. szeptember 25. | 11,96          | 2015. május 14.   | 8,08           | 2014–15 | #18                  | #8                             | 9,19                 | 12,66                      |
| 5    | Csütörtök 21:00 | 21             | 2015. szeptember 24. | 10,25          | TBA               | TBA            | 2015–16 | TBA                  | TBA                            | TBA                  | TBA                        |